# موشتار باكباهان
موشتار باكباهان (21 ديسمبر 1953 - 21 مارس 2021) زعيم عمالي إندونيسي أسس أول نقابة عمالية مستقلة في إندونيسيا. كان باكباهان نشطًا كمحامي في شركة المحاماة الزميلة، ودرّس في كلية الحقوق في الجامعة المسيحية الإندونيسية.

## مهنة المحاماة
بعد تخرجه من الجامعة، افتتح باكباهان مكتب محاماة في ميدان. كان معظم زبائنه فقراء وضعفاء نسبيًا، مثل العمال والمزارعين. ونادرًا ما ربح القضايا عند الدفاع عنهم، بسبب الترهيب الموجه إليه بما في ذلك اتهامه بأنه شيوعي.
العديد من القضايا البارزة التي عالجها تشمل مشروع مصنع ديلي ماتش في ميدان، وغابة جبل بالاك الوطنية في لامبونج، وطرد 2.800 سائق نقل ركاب في جاكرتا، وحظر المبيعات المفروض على الباعة الجائلين في جاكرتا.